# 장영란
장영란(張瑛蘭, 1978년 9월 19일 ~ )은 대한민국의 방송인이다.

## 학력
- 서울고척초등학교 (졸업)
- 고척중학교 (졸업)
- 고척고등학교 (졸업)
- 동덕여자대학교 방송연예학 (학사)

## 연기 활동

### 드라마
| 연도 | 방송사 | 제목                         | 역할   | 비고   |
| ---- | ------ | ---------------------------- | ------ | ------ |
| 2005 | SBS    | 백만장자와 결혼하기          | 조미란 | 16부작 |
| 2007 | KBS2   | KBS 드라마시티 - 고달픈 가족 | 경아   | 1부작  |
| 2007 | KBS2   | 헬로! 애기씨                 | 오정숙 | 16부작 |
| 2007 | KBS2   | 인순이는 예쁘다              | 고미화 | 16부작 |
| 2008 | SBS    | 우리집에 왜왔니              | 은해원 | 20부작 |

### 방송
- 2021년 유튜브 《네고왕시즌2》
- 2021년 TV CHOSUN 《미스트롯2 토크콘서트》
- 2021년 MBN 《소문난 님과 함께》
- 2021년 채널A 《요즘 육아 금쪽같은 내 새끼》
- 2021년 TV CHOSUN 《와카남》
- 2021년 tvN story 《돈터치미》
- 2021년 TV조선 《내일은 국민가수》
- 2021년 SBS FiL 《평생동안》
- 2021년 JTBC 《유쾌한 상담소》
- 2021년 MBC 《황금어장 라디오스타》 -게스트
- 2021년 tvN 《놀라운 토요일》
- 2021년 MBC 《전지적 참견 시점》 -게스트
- 2022년 채널A 《요즘 남자 라이프 - 신랑수업》
- 2022년 KBS2 《이별도 리콜이 되나요?》
- 2022년 MBN 《애들입맛 동치미》
- 2022년 채널S 《진격의 언니들》
- 2022년 MBC Every1 《떡볶이집 그-오빠》
- 2022년 MBC 《전지적 참견 시점》 -게스트
- 2023년 MBC 《황금어장 라디오스타》 -게스트
- 2024년 JTBC 《아는형님》- 게스트
- 2025년 tvN 《놀라운 토요일》-게스트

### 영화
| 연도 | 제목                     | 역할      | 비고 |
| ---- | ------------------------ | --------- | ---- |
| 2007 | 동갑내기 과외하기 레슨 2 | 조교 희정 |      |

## 광고
- 2006년 KTF 축구사랑팩 (with 박항서, 이은, 문근영)
- 2008년 IBK기업은행 나의 알파카드 (with 박경림, 공유)
- 2014년 경기도한의사회 한방자동차보험 (with 남편 한창)
- 2021년 ~ 롯데GRS 엔제리너스 아라비아따 반미
- 2021년 ~ 아세아도 미마마스크
- 2021년 ~ 디어스엠 푸레시
- 2021년 ~ 위드인푸드 걸작떡볶이치킨 (with 이이경)
- 2021년 ~ 성분에디터
- 2021년 ~ 구글 플레이 포인트
- 2021년 ~ 아쿠아플라넷 광교점

## 홍보대사
- 2007년 ~ 2008년 좋은글 시집 다이어리 홍보사절
- 2008년 구로세무서 일일명예민원봉사실장

## 음반
- 2009년 The Mask

## 가족 관계
- 아버지 : 장원수 (1947년 3월 14일 ~ 2017년 2월 18일) - 경찰 공무원
- 어머니 : 조희자
- 오빠 : 장성욱
- 배우자 : 한창 (1980년 ~ )
  - 딸 : 한지우 (2013년 2월 9일 ~ )
  - 아들 : 한준우 (2014년 8월 19일 ~ )